# اسلاون بیلیچ
اسلاون بیلیچ (کرواتی: Slaven Bilic؛ زادهٔ ۱۱ سپتامبر ۱۹۶۸) بازیکن فوتبال پیشین و سرمربی فوتبال اهل کرواسی است.
بیلیچ که به عنوان مدافع بازی می‌کرد، کار حرفه‌ای خود را در سال ۱۹۸۸ با باشگاه زادگاهش، هایدوک اسپلیت، آغاز کرد. او سپس دوره‌های موفقی را با کارلسروهه در آلمان و وستهم یونایتد و اورتون در انگلستان گذراند و در نهایت در سال ۲۰۰۱ از فوتبال خداحافظی کرد. در سطح بین‌المللی، بیلیچ به عنوان یکی از مدافعان ثابت و قابل اعتماد تیم ملی کرواسی در دوره مربیگری میروسلاو بلاژویچ شناخته می‌شد. او بین سال‌های ۱۹۹۲ تا ۱۹۹۹، ۴۴ بازی ملی انجام داد و در جام ملت‌های اروپا ۱۹۹۶ و جام جهانی فوتبال ۱۹۹۸ شرکت کرد و به تیم کمک کرد تا در جام جهانی به مقام سوم دست یابد.

## سابقه باشگاهی

### سال‌های آغازین وهایدوک اسپلیت
تقریباً همه بازیکنان جوان هایدوک به مدرسه اقتصاد می‌رفتند، بنابراین بیلیچ نیز تصمیم گرفت به آنجا برود. در اسپلیت مدارس گرامر کلاسیک وجود نداشت، بنابراین او در رشته روزنامه‌نگاری و مطالعات مستند (INDOK) ثبت‌نام کرد. در تمام دوران دبیرستان، بیلیچ نمرات بالایی کسب کرد و با موفقیت در آزمون نهایی (Matura) فارغ‌التحصیل شد. درس‌های مورد علاقه او ریاضی و تاریخ بودند. وقتی زمان انتخاب دانشگاه فرا رسید، او از قبل می‌دانست که قصد دارد فوتبالیست شود. با این حال، پس از فارغ‌التحصیلی از دبیرستان، او تحصیلات حقوقی خود را در دانشگاه اسپلیت به پایان رساند؛ جایی که پدرش رئیس دانشکده بود.
به عنوان بازیکن هایدوک، بیلیچ برای نیم‌سال به صورت قرضی به تیم NK Primorac و سپس برای یک‌ونیم سال به باشگاه فوتبال شیبنیک رفت، تیمی که برای صدرنشینی در لیگ دوم یوگسلاوی می‌جنگید.بیلیچ به عنوان مدافع مرکزی، هفت گل به ثمر رساند و برای تیم ملی بازی کرد. پتار نادووزا او را برای سه مسابقه در اسکوپیه، نیش و موستار دعوت کرد. او دو گل به ثمر رساند و در هر سه بازی به عنوان بهترین بازیکن زمین انتخاب شد.
بیلیچ توجه باشگاه‌هایی چون دینامو زاگرب، ستاره سرخ بلگراد و پارتیزان را به خود جلب کرد که همه آنها خواهان به خدمت گرفتن این مدافع جوان بودند. او به تیمش کمک کرد تا جام حذفی یوگسلاوی ۱۹۹۰-۹۱ را قبل از فروپاشی لیگ فوتبال کرواسی به دست آورد. در اولین فصل از لیگ تازه تأسیس کرواسی، هایدوک قهرمان لیگ و سوپرجام شد و یک فصل بعد نیز جام حذفی فوتبال کرواسی را به دست آورد.

### وستهم یونایتد
در ژانویه ۱۹۹۶، هری ردنپ، سرمربی باشگاه وستهم یونایتد در لیگ برتر انگلیس، بیلیچ را با مبلغ ۱.۳ میلیون پوند به خدمت گرفت و این مبلغ به عنوان رکورد بالاترین هزینه پرداختی برای یک بازیکن در تاریخ باشگاه ثبت شد. او در ۱۲ فوریه ۱۹۹۶ در پیروزی ۱-۰ مقابل تاتنهام هاتسپر، رقیب لندنی، اولین بازی خود را انجام داد. شوت بیلیچ توسط دروازه‌بان تاتنهام، یان واکر، مهار شد، اما دانی، دیگر بازیکن تازه‌وارد وستهم، توپ را به دروازه تاتنهام فرستاد.
بیلیچ در دوران حضور خود در وستهم سه گل به ثمر رساند: دو گل در لیگ برتر، مقابل لیورپول و ساندرلند، و یک گل در جام اتحادیه مقابل بارنت، که با یک ضربه سر از کرنر ستن لازریدس اولین گل خود را برای باشگاه به ثمر رساند. او در فصل ۱۹۹۵-۹۶، ۱۳ بازی و در فصل ۱۹۹۶-۹۷، ۴۱ بازی انجام داد. همچنین در فصل ۱۹۹۶-۹۷ او به عنوان نفر دوم، پس از جولیان دیکس، برای جایزه بازیکن سال وستهم انتخاب شد.
در مارس ۱۹۹۷، جو رویل، سرمربی اورتون، قراردادی به ارزش ۴.۵ میلیون پوند با بیلیچ منعقد کرد. بیلیچ اعلام کرد که به دلیل تعهدش به وستهم تا پایان فصل در این تیم می‌ماند تا از سقوط آنها جلوگیری کند. وستهم در نهایت در رتبه چهاردهم جدول قرار گرفت و دو امتیاز بالاتر از منطقه سقوط باقی ماند.

### اورتون
بیلیچ در آگوست ۱۹۹۷ به اورتون پیوست، پس از اینکه از حمایت کامل مربی جدید، هاوارد کندال، اطمینان یافت. او در ابتدا سطح بالایی را به خط دفاعی اورتون آورد، اما فصل او با دریافت کارت‌های متعدد و محرومیت‌هایی که منجر به از دست دادن چندین بازی شد، به مشکل خورد.
پس از تلاش‌هایش در جام جهانی فوتبال ۱۹۹۸، بیلیچ فاش کرد که دچار کشیدگی مداوم در ناحیه کشاله ران شده که نیاز به استراحت و درمان داشت و او این دوره را در خانه‌اش در کرواسی سپری کرد. پس از اینکه یک چهارم ابتدایی فصل را از دست داد، بیلیچ در این فکر بود که آیا دوباره می‌تواند جایگاهی در تیم اورتون به دست آورد یا خیر، تیمی که اکنون تحت هدایت والتر اسمیت بود. او بازگشت و عملکرد خوبی نشان داد، اما به دلیل مصدومیت‌ها و محرومیت‌ها هرگز نتوانست به طور کامل خود را در تیم تثبیت کند.
اورتون در ژوئیه ۱۹۹۹ قراردادش با بلیچ را فسخ کرد.

### هایدوک اسپلیت
دو روز پس از جدا شدن از اورتون، بیلیچ با باشگاه زادگاهش هایدوک اسپلیت قرارداد بست، جایی که به مدت کوتاهی بازی کرد تا اینکه از فوتبال خداحافظی کرد. او به عنوان کاپیتان تیم، هایدوک را به اولین جام خود پس از پنج سال رساند و توانست قهرمانی جام حذفی کرواسی را برای این تیم به ارمغان بیاورد.

## سابقه ملی
بیلیچ اولین بازی ملی خود را در تاریخ ۵ ژوئیه ۱۹۹۲ در یک بازی دوستانه مقابل استرالیا انجام داد. در این مسابقه که در ورزشگاه پارک المپیک برگزار شد، کرواسی با نتیجه ۱-۰ شکست خورد.
بیلیچ همراه با تیم کرواسی در جام جهانی فوتبال ۱۹۹۸ حضور داشت، جایی که تیمش به عنوان پدیده مسابقات ظاهر شد و به نیمه‌نهایی رسید، اما در مقابل میزبان، فرانسه، شکست خورد. کرواسی پس از پیروزی در بازی رده‌بندی، به مقام سوم جهان دست یافت.
در جریان این تورنمنت، بیلیچ در یک جنجال دخیل شد؛ این اتفاق در بازی نیمه‌نهایی با فرانسه رخ داد، جایی که کرواسی عقب بود و یک ضربه آزاد به نفع این تیم اعلام شد. در این لحظه، بیلیچ در حال مهار لوران بلان، مدافع فرانسوی بود. او بلان را گرفت و بلان برای رهایی از او، با چانه و سینه‌اش تماس برقرار کرد. بیلیچ سپس به زمین افتاد و سرش را گرفت. بیلیچ بعداً اعتراف کرد که به توصیه هم‌تیمی‌اش ایگور اشتیماچ، نقش بازی کرده و به زمین افتاده بود. بلان از بازی اخراج شد و فینال جام جهانی را به دلیل محرومیت از دست داد. بیلیچ هرگز عذرخواهی نکرد، اما گفت: "قسم می‌خورم که اگر می‌توانستم شرایط را تغییر دهم تا بلان بتواند در فینال بازی کند، این کار را می‌کردم."

## دوران سرمربی‌گری

### روزهای ابتدایی
به عنوان یکی از سهامداران باشگاه زادگاهش هایدوک اسپلیت، بیلیچ به طور موقت موافقت کرد که هدایت تیم را بر عهده بگیرد تا زمانی که باشگاه بتواند یک سرمربی جایگزین پیدا کند. او پس از پذیرفتن این مسئولیت، اعتراف کرد که آدرنالین ناشی از مربیگری او را برانگیخته است. گفته می‌شود که او پس از سفر به اروپا و ملاقات با مربیانی مانند آرسن ونگر و مارچلو لیپی، راهنمایی‌هایی برای بهبود مربیگری خود دریافت کرده است.

### تیم ملی کرواسی
در ۲۵ ژوئیه ۲۰۰۶، بیلیچ به عنوان سرمربی تیم ملی کرواسی منصوب شد و جایگزین زلاتکو کرانچار شد، که پس از جام جهانی ۲۰۰۶ ناکام مانده بود. دستیاران او شامل هم‌تیمی‌های سابقش، آلویشا آسانوویچ، روبرت پروسینچکی، نیکولا یورچویچ و مارجان مرمیچ بودند. یکی از اولین اقدامات بیلیچ، ارتقای سه بازیکن از تیم زیر ۲۱ سال بود: داریو سرنا، لوکا مودریچ و ودران چورلوکا، که هر سه به موفقیت‌های چشمگیری دست یافتند و در نهایت به لیگ برتر انگلستان منتقل شدند.  اولین بازی رسمی تیم تحت هدایت بلیچ، پیروزی ۲-۰ دوستانه مقابل ایتالیا در لیورنو بود، در حالی که اولین بازی رقابتی او تساوی بدون گل در مسکو مقابل روسیه در آغاز رقابت‌های مقدماتی یورو ۲۰۰۸ بود. بسیاری این نتیجه را به دلیل تعلیق داریو سرنا، ایویکا اولیچ و بوشکو بالابن توسط بلیچ مورد انتقاد قرار دادند؛ چرا که این سه بازیکن سه روز پیش از بازی از اردو فرار کرده و به باشگاه شبانه فونتانا در زاگرب رفته بودند. احتمالاً هیچ‌کس متوجه این موضوع نمی‌شد، اما در آنجا تیراندازی رخ داد و پلیس مداخله کرد.
در ادامه رقابت‌های مقدماتی یورو ۲۰۰۸، بلیچ کرواسی را به یک دوره بسیار موفق هدایت کرد و در گروهی شامل انگلستان، روسیه، اسرائیل، مقدونیه، استونی و آندورا به پیروزی‌های چشمگیری دست یافت. بلیچ موفق شد کرواسی را به عنوان تیم اول گروه E به پایان برساند و به ویژه پیروزی‌های خانگی و خارج از خانه مقابل انگلستان را رقم زد. این نتایج باعث شد انگلستان نتواند به مرحله نهایی صعود کند و سرمربی استیو مک‌لارن برکنار شود.

## زندگی شخصی
بیلیچ در کنار زبان مادری کرواتی به آلمانی، انگلیسی، ایتالیایی مسلط است و مدرکی در حقوق دارد. او عضو یک گروه موسیقی راک در کرواسی است و گیتار ریتم می‌نوازد.

## گفته‌ها
- «ضمن احترام بسیار به زن‌ها، فوتبال زیباترین چیز در دنیاست.»[۲۴]
- «فقط کاکا از مودریچ بهتر است.»[۲۵]

## افتخارات

### بازیکن

#### باشگاه
هایدوک اسپلیت
- لیگ فوتبال کرواسی: ۱۹۹۲
- سوپر جام فوتبال کرواسی: ۱۹۹۲

#### ملی
کرواسی
- جام جهانی فوتبال مقام سوم: ۱۹۹۸[۲۷]